# Драган Шкрбић
Драган Шкрбић (Кула, 29. септембра 1968) бивши је српски рукометаш и репрезентативац. Висок је 1,90 m и играо је на позицији пивота.
Са репрезентацијом Југославије освојио је две бронзане медаље на светским првенствима: 1999. у Египту и 2001. у Француској. Поред српског поседује и шпанско држављанство.
Драган Шкрбић је био изабран за најбољег играча 2000. године од стране Међународне рукометне федерације.

## Каријера
Рукометом је почео да се бави у Црвенки, чији је члан био од 1980. до 1988. године. Својим талентом и упорношћу постао је један од најперспективнијих играча у великој Југославији, па је 1988. године прешао у Црвену звезду.
За Звезду је играо од 1988. до 1993. године, био један од стубова екипе, али није освојио трофеј. У сезони 1990/91. постигао је девет голова у победи против Пелистера (30:25), а осам у тријумфу над Ловћеном (31:19). У шампионату 1991/92. осам пута је погађао мрежу Пелистера у 1. колу (35:20).
Играо је два финала Купа 1991. и 1992. године, а контроверзни пораз у одлучујућем мечу финала плеј-офа 1993. године против Партизана, када се једном судијском одлуком у самом финишу ситуација окренула у корист ривала, који је са тим голом изборио седмерце и на крају славио, врло тешко је пао свима у тиму, а посебно Шкрбићу, који није могао да сакрије сузе и горчину после поменутог сусрета. Звездин снажни пивот је претходно седам пута био стрелац у тријумфу у другом мечу (18:15), када су црвено-бели изједначили на 1:1 у серији.
Шкрбић је касније направио сјајну каријеру и постао најбољи рукометаш на планети. У сезони 1993/94. наступао је за Атлетико Мадрид, а сезону 1994/95. провео је у Алзири, да би од 1995. до 1997. носио дрес Адемар Леона. Био је најбољи стрелац и странац у шпанској лиги 1997. године, а одличан утисак оставио је и у немачком Хамелну, где је 1997/98. проглашен за најбољег играча шампионата. Наредне две сезоне провео је у словеначком Цељу, где је освојио две титуле и два Купа 1999. и 2000. године. За немачки Нордхорн је наступао од 2000. до 2002. године, али није освајао трофеје и поред одличних партија. У сезони 2000/01. на 38 утакмица у Бундеслиги постигао је 191 гол, а наредне 2001/02. у 34 меча био је стрелац 171 пут.
Круна његове каријере биле су године у Барселони, где је од 2002. до 2008. освојио гомилу трофеја, укључујући и онај највреднији – Лигу шампиона 2005. године. Поред тога био је два пута и најбољи пивот шпанске лиге 2003. и 2004. године, а освојио је још Суперкуп Европе 2004. године, ЕХФ куп 2003, две титуле шампиона Шпаније 2003. и 2006. и по два шпанска Купа и Суперкупа 2004. и 2007. године.

## Репрезентација
Сјајне партије имао је у дресу репрезентације Југославије (Србије и Црне Горе), за коју је одиграо 215 утакмица. Учествовао је у освајању бронзаних медаља на Светским шампионатима у Египту 1999. и Француској 2001. године, као и на Европском првенству 1996. у Шпанији, а у колекцији има и злато са Медитеранских игара у Атини 1991.
У мечу за треће место на Првенству Старог континента 1996. године, Југославија је савладала Шведску са 26:25, а Шкрбић је постигао четири гола на тој утакмици, а укупно 32 на турниру, где је био први стрелац екипе. Бриљирао је на Олимпијским играма 2000. у Сиднеју, када је са 34 поготка био најбољи стрелац Југославије, која је заузела четврто место. У четвртфиналу против Француске постигао је седам голова, пет у полуфиналу против Русије, а шест у поразу од Шпаније у борби за бронзану медаљу. Проглашен је за најбољег пивота олимпијског турнира, а врхунац његове каријере био је избор за најбољег играча на свету 2000. године по избору Међународне рукометне федерације. Од националног тима се опростио 2003. године.

## Успеси

### Тимски
- ЕХФ Лига шампиона: 2005
- Суперкуп Европе: 2004.
- ЕХФ куп: 2003.
- Првенство Шпаније: 2003, 2006.
- Куп Шпаније: 2004.
- Суперкуп Шпаније: 2004.
- Првенство Југославије: 1991.
- Првенство Словеније : 1999, 2000.
- Куп Словеније: 1999, 2000.

### Репрезентативни
- Олимпијске игре
  - 4. место на Олимпијске игре 2000. у Сиднеју
- Светско првенство
  -  Бронзана медаља 2001. у Француској
  -  Бронзана медаља 1999. у Египту
- Европско првенство
  -  Бронзана медаља 1996. у Шпанији
- Медитеранске игре
  -  Златна медаља 1991. у Атини

### Индивидуални
- Најбољи играч 2000. године
- Најбољи стрелац Шпанског првенства 1997
- Најбољи страни играч Шпанског првенства 1997
- Најбољи играч Немачког првенства 1998